# Lindsey Keizerweerd
Lindsey Keizerweerd (2 juni 1997) is een Nederlands voetballer die als aanvaller speelt. Ze verruilde in 2017 ADO Den Haag voor AFC Ajax. Een seizoen later gaat ze naar Heerenveen. Hier moest ze vanwege een knieblessure halverwege het seizoen afhaken, en besloot ze te stoppen met voetbal op top-niveau.

## Carrièrestatistieken
| Seizoen                     | Club            | Land            | Competitie      | Competitie | Competitie | Beker | Beker | Internationaal | Internationaal | Overig | Overig | Totaal | Totaal |
| Seizoen                     | Club            | Land            | Competitie      | Wed.       | Dlp.       | Wed.  | Dlp.  | Wed.           | Dlp.           | Wed.   | Dlp.   | Wed.   | Dlp.   |
| --------------------------- | --------------- | --------------- | --------------- | ---------- | ---------- | ----- | ----- | -------------- | -------------- | ------ | ------ | ------ | ------ |
| 2016/17                     | ADO Den Haag    | Nederland       | Eredivisie      | 22         | 4          | –     |       | –              | –              | –      | –      | 22     | 4      |
| 2017/18                     | AFC Ajax        | Nederland       | Eredivisie      | 4          | 0          | –     | –     | –              | –              | –      | –      | 4      | 0      |
| 2018/19                     | sc Heerenveen   | Nederland       | Eredivisie      | 0          | 0          | 0     | 0     | 0              | 0              | 0      | 0      | 0      | 0      |
| Carrière totaal             | Carrière totaal | Carrière totaal | Carrière totaal | 26         | 4          |       |       |                |                |        |        | 26     | 4      |
| Bijgewerkt tot 21 juni 2018 |                 |                 |                 |            |            |       |       |                |                |        |        |        |        |

## Privé
Ook haar vader Orpheo Keizerweerd was profvoetballer.